# Artemis Pebdani
Artemis Pebdani (* 2. August 1977 in Texas) ist eine US-amerikanische Schauspielerin.

## Leben
Pebdani wurde als Tochter iranischer Eltern geboren. Ihre Eltern hatten den Iran bereits Mitte der 1970er Jahre, fünf Jahre vor der Islamischen Revolution verlassen. Seit Mitte der 1990er Jahre trat sie mit Sketch- und Impro-Comedy-Darbietungen auf.
Nach Abschluss ihrer Schauspielausbildung an der Southern Methodist University zog sie nach Los Angeles. Pebdani trat seit Mitte der 2000er Jahre in verschiedenen Fernsehproduktionen auf. Bekannt wurde sie insbesondere durch die nach ihr selbst benannte Rolle der Artemis in der Comedyserie It’s Always Sunny in Philadelphia. Es folgten Auftritte in Serien wie Dr. House, How I Met Your Mother und Modern Family. 2014 war sie in mehreren Folgen der Fernsehserie Masters of Sex als Flo Packer zu sehen.
Seit dem Jahr 2014 stellt sie in der Politserie Scandal die US-Vizepräsidentin Susan Ross dar.

## Filmografie (Auswahl)
- 2004: The Shield – Gesetz der Gewalt (The Shield, Fernsehserie, 1 Episode)
- 2005–2018: It’s Always Sunny in Philadelphia (Fernsehserie, 15 Episoden)
- 2006: Jake in Progress (Fernsehserie, 1 Episode)
- 2007: Ugly Betty (Fernsehserie, 1 Episode)
- 2008: Rules of Engagement (Fernsehserie, 1 Episode)
- 2009: Dr. House (House, M.D., Fernsehserie, 1 Episode)
- 2010–2011: How I Met Your Mother (Fernsehserie, 3 Episoden)
- 2010–2011: Modern Family (Fernsehserie, 2 Episoden)
- 2012: Raising Hope (Fernsehserie, 1 Episode)
- 2013: Brooklyn Nine-Nine (Fernsehserie, 1 Episode)
- 2014: Sex Tape
- 2014: Garfunkel and Oates (Fernsehserie, 3 Episoden)
- 2014: Masters of Sex (Fernsehserie, 7 Episoden)
- 2014–2016: Scandal (Fernsehserie, 19 Episoden)
- 2015: Hot in Cleveland (Fernsehserie, 1 Episode)
- 2015: House of Lies (Fernsehserie, 1 Episode)
- 2015: New Girl (Fernsehserie, 1 Episode)
- 2015: You’re the Worst (Fernsehserie, 1 Episode)
- 2015: Filthy Preppy Teen$ (Fernsehserie, 1 Episode)
- 2016: I Love You Both
- 2016: Rainbow Time
- 2016–2017: Son of Zorn (Fernsehserie, 11 Episoden)
- 2017: Marvel’s Agents of S.H.I.E.L.D. (Fernsehserie, 13 Episoden)
- 2017: Dogs in a Park (Fernsehserie, 8 Episoden)
- 2018: Mother, May I Dance with Mary Jane’s Fist?: A Lifetone Original Movie for Adult Swim (Fernsehfilm)
- 2018: Dude
- 2018–2019: The Cool Kids (Fernsehserie, 6 Episoden)
- 2019: Future Man (Fernsehserie, 5 Episoden)
- 2020: Die gute Fee (Godmothered)
- 2020: Die Croods – Alles auf Anfang (The Croods: A New Age; Sprechrolle)
- 2020–2024: Star Trek: Lower Decks (Fernsehserie, Sprechrolle)
- 2022: Love, Victor (Fernsehserie, 2 Episoden)
- 2022: Grey’s Anatomy (Fernsehserie, 1 Episode)
- 2023: Fool’s Paradise